# Districtul Khai Bang Rachan
Khai Bang Rachan (în thailandeză ค่ายบางระจัน) este un district (Amphoe) din provincia Singburi, Thailanda, cu o populație de 28.261 de locuitori și o suprafață de 88,398 km².

## Componență
Districtul este subdivizat în 6 subdistricte (tambon), care sunt subdivizate în 59 de sate (muban).
| Nr. | Nume         | În thailandeză | Locuitori |
| --- | ------------ | -------------- | --------- |
| 1.  | Pho Thale    | โพทะเล         | 4,638     |
| 2.  | Bang Rachan  | บางระจัน        | 7,174     |
| 3.  | Pho Sangkho  | โพสังโฆ         | 6,867     |
| 4.  | Tha Kham     | ท่าข้าม          | 4,526     |
| 5.  | Kho Sai      | คอทราย         | 2,473     |
| 6.  | Nong Krathum | หนองกระทุ่ม      | 2,583     |